# Білок-білкова взаємодія
Білок-білкова взаємодія — зв'язування (зазвичай оборотне) білків, їх вплив один на одного, та дослідження цих процесів з точки зору біохімії, передачі сигналів і теорії керування.
Білок-білкова взаємодія важлива для багатьох біологічних процесів. Наприклад, сигнали від навколишнього середовища клітини передаються до її внутрішніх частин за допомогою білок-білкової взаємодії та взаємодії білків з сигнальними молекулами. Цей процес, що називається передачею сигналів, грає фундаментальну роль в багатьох біологічних процесах і в багатьох хворобах (наприклад, таких як рак). Білки можуть взаємодіяти і протягом довгого часу, формуючи білкові комплекси та допомагаючи транспорту інших білків (наприклад при ядерному транспорті через ядерні пори від цитоплазма клітини до її ядра або навпаки), або можуть взаємодіяти протягом короткого часу, наприклад, змінюючи інші білки в результаті ферментативної реакції (наприклад, білкові кінази фосфорилюють певні інші білки). Ця модифікації білків можуть змінювати взаємодію з іншими білками. Наприклад, деякі білки з SH2-областями зв'язуються з іншими виключно у фосфорильованому стані.